# Witold Formański

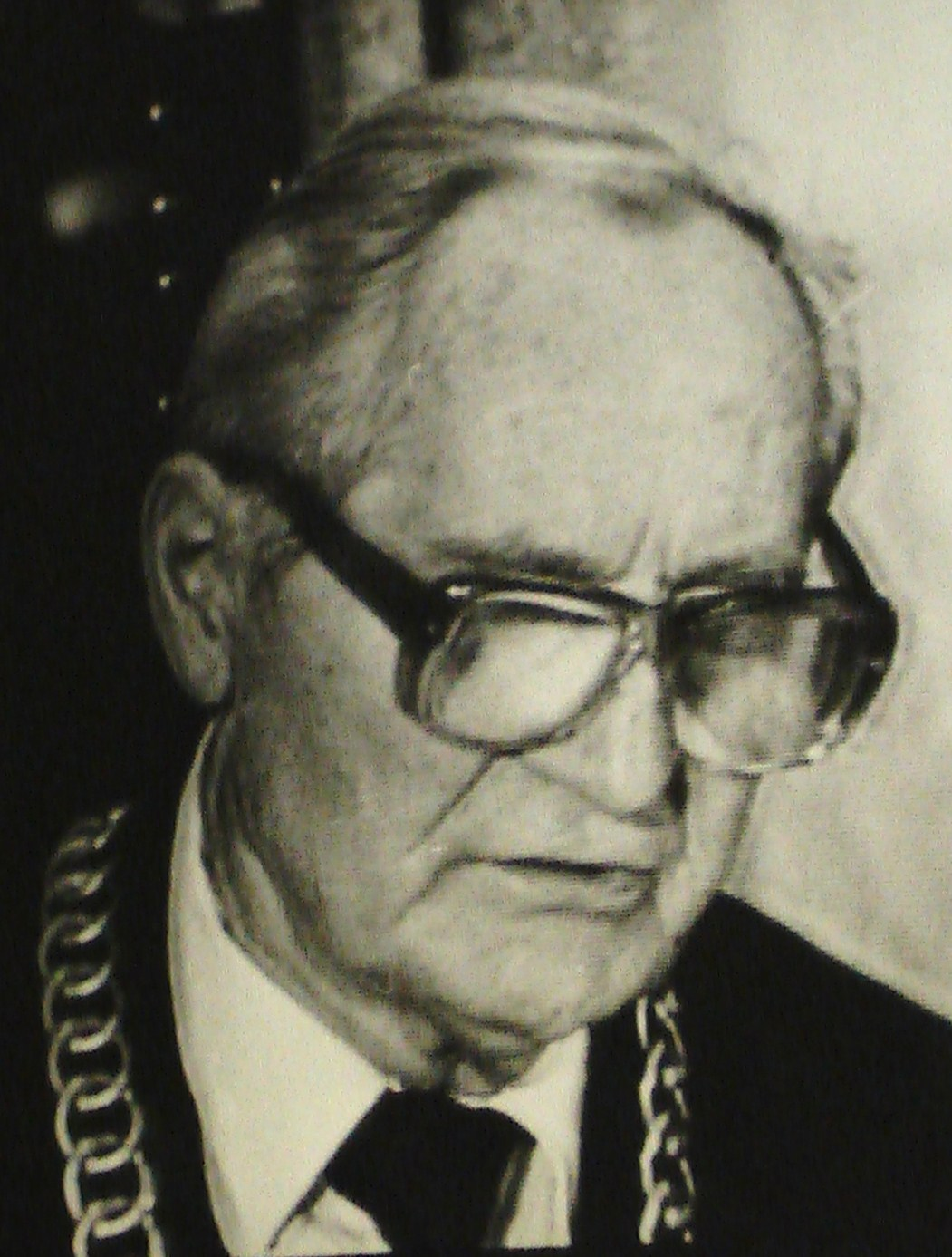
Sędzia SN Witold Formański w trakcie odczytywania wyroku Sądu Najwyższego w sprawie rejestracji NSZZ „Solidarność” w dniu 10.XI.1980r.

Witold Formański (ur. 22 listopada 1913 w Pelplinie, zm. 25 czerwca 1998 w Warszawie) – sędzia Sądu Najwyższego, jeden z najwybitniejszych praktyków i popularyzatorów prawa pracy w Polsce. Przewodniczył składowi sędziowskiemu, który zalegalizował NSZZ Solidarność w 1980.

## Życiorys
Rdzenny Pomorzanin. Przed II wojną światową, w 1936 roku, ukończył studia na Wydziale Prawa Uniwersytetu Poznańskiego. Pierwsze kroki w karierze prawniczej stawiał w Starogardzie Gdańskim. W chwili wkroczenia wojsk niemieckich we wrześniu 1939 roku był w tym mieście jedynym przedstawicielem władz sądowniczych. Aresztowany przez hitlerowców, przewieziony do osławionej Victoria Schule w Gdańsku, później więzień obozu Stuthoff. Po ucieczce z obozu ukrywał się do końca wojny w centralnej Polsce. Brał udział w powstaniu warszawskim jako cywilny pracownik Delegatury Rządu Londyńskiego.
Po wojnie najpierw sędzia, potem prezes Sądu Grodzkiego w Człuchowie. Od 1950 roku wiceprezes Sądu Wojewódzkiego w Bydgoszczy. Od 1956 do 1981 roku sędzia Sądu Najwyższego w Warszawie, początkowo w Izbie Cywilnej Sądu Najwyższego, potem w Izbie Pracy i Ubezpieczeń Społecznych, przewodniczący I Wydziału tej Izby.
Prowadził szeroką działalność popularyzującą prawo pracy. Przez wiele lat prowadził szkolenia dla lekarzy z zakresu prawa cywilnego, organizowane przez Zrzeszenie Prawników Polskich. W czasopiśmie Prawo i Życie prowadził dział „Z orzeczeń Sądu Najwyższego”. Oprócz publikacji o charakterze prawnym, autor szeregu artykułów prezentujących wspomnienia z okresu wojny i trudnych lat powojennych.
Przewodniczył składowi sędziowskiemu, który zarejestrował NSZZ „Solidarność“. Stało się to w dniu 10 listopada 1980 roku, mimo wielokrotnie wywieranych na sędziów nacisków. W pierwszych miesiącach stanu wojennego wobec Rady Państwa, i na jej zapytanie, nie wyraził zgody na kontynuowanie pracy w Sądzie Najwyższym. Pozostał niemal do końca życia czynny jako prawnik, pełniąc dla różnych instytucji, w tym dla Senatu RP i Episkopatu Polski, rolę radcy prawnego.
Odznaczony medalem 10-lecia PRL i Krzyżem Kawalerskim Orderu Odrodzenia Polski. Zawsze bezpartyjny, zachował w trudnych czasach PRL neutralność polityczną.

## Rodzina
Syn pomorskiego dziennikarza Leona Formańskiego, który zaszczepił w nim umiłowanie do polskiej tradycji, co w czasach zaborów i zaraz po odzyskaniu niepodległości na Pomorzu było szczególnie ważne. 
W roku 1948 ożenił się z Jadwigą Radecką z Pozorskich, z zawodu felczerem stomatologii. W 1949 roku urodził im się jedyny syn – Jacek Formański, w roku 1975 pierwsza wnuczka Marta, a w 1978 roku druga wnuczka Dorota. Żona Jadwiga zmarła przedwcześnie po ciężkiej chorobie w roku 1976. 
W kolejnych pokoleniach tej rodziny nigdy nie zaprzestano żywić specjalnego sentymentu do stron rodzinnych - Kociewia i Kaszub, odwiedzając je przy każdej możliwej okazji.
Leon Formański (ojciec Witolda) – pomorski dziennikarz. Redaktor (w latach 1907-1920) katolickiego czasopisma Pielgrzym, wydawanego w Pelplinie w języku polskim, potem w latach trzydziestych redaktor Gazety Bydgoskiej. Działacz społeczny, zwłaszcza na rzecz polskości Pomorza i pozostających pod panowaniem pruskim Warmii i Mazur. Pierwszy prezes Syndykatu Dziennikarzy Pomorskich w 1920 roku i później prezes z wyboru w latach 1932-1933. W latach 1934–1939 inicjator i pierwszy prezes Dziennikarskiego Klubu Kręglarzy, jednocześnie wiceprezes Pomorskiego Związku Klubów Kręglarskich.
Jacek Formański (syn Witolda) – psycholog, autor kilku książek z zakresu psychologii i pedagogiki oraz szeregu artykułów popularyzujących wiedzę psychologiczną, zwłaszcza przydatną w wykonywaniu zawodów medycznych. W latach 70. działacz młodzieżowej opozycji antykomunistycznej.

## Piśmiennictwo
1. pomorski.civitaschristiana.pl
2. Henryk Galus forum internetowe
3. W. Formański, Meandry legalizacji NSZZ „Solidarność”, Warszawa 1996
4. Akta IPN - IPN BU 576/33